# Lygromma gertschi
Espèce
Lygromma gertschi est une espèce d'araignées aranéomorphes de la famille des Prodidomidae.

## Distribution
Cette espèce est endémique de Jamaïque. Elle se rencontre dans la paroisse de Saint Ann à Douglas Castle dans la grotte Falling Cave et dans la paroisse de Sainte-Catherine à Worthy Park dans la grotte Worthy Park Cave.

## Description
Le mâle holotype mesure 4,07 mm et les femelles de 3,35 à 4,69 mm.

## Systématique et taxinomie
Cette espèce a été décrite par Platnick et Shadab en 1976.

## Étymologie
Cette espèce est nommée en l'honneur de Willis John Gertsch.

## Publication originale
- Platnick & Shadab, 1976 : « A revision of the spider genera Lygromma and Neozimiris (Araneae, Gnaphosidae). » American Museum novitates, no 2598, p. 1-23 (texte intégral).